# V459 Возничего
V459 Возничего (лат. V459 Aurigae), HD 46552 — тройная звезда в созвездии Возничего на расстоянии приблизительно 1478 световых лет (около 453 парсеков) от Солнца. Возраст звезды оценивается как около 18,1 млн лет.
Пара первого и второго компонентов — двойная затменная переменная звезда типа Беты Лиры (EB). Видимая звёздная величина звезды — от +8,12m до +7,68m. Орбитальный период — около 1,0626 суток.

## Характеристики
Первый компонент — бело-голубая звезда спектрального класса B8 или B5III. Масса — около 4,579 солнечных, радиус — около 4,219 солнечных, светимость — около 44,2 солнечных. Эффективная температура — около 10427 К.
Второй компонент — бело-голубая звезда спектрального класса B.
Третий компонент — коричневый карлик. Масса — около 66,58 юпитерианских. Удалён на 2,484 а.е..